# 艾洛內 (阿拉巴馬州)
亞艾洛內（英語：Aroney）是一個位於美國阿拉巴馬州迪卡爾布縣的非建制地區。該地的面積和人口皆未知。

## 地理
亞艾洛內的座標為34°13′18″N 86°04′55″W / 34.22166°N 86.08194°W，而該地最高點為海拔高度335米（即1099英尺）。